# Marcel Haenen
Marcel Haenen (Heerlen, 1960) is een Nederlandse journalist.
Haenen volgde de middelbare school aan het Bernardinus College te Heerlen. Na zijn eerste jaar ging hij naar de havo; na twee jaar mocht hij naar het atheneum.

Daarna studeerde Haenen van 1978 tot 1983 rechten aan de Erasmus Universiteit Rotterdam. Hierna studeerde hij een jaar massacommunicatie aan de Universiteit Utrecht. In 1984 kwam hij in dienst bij NRC Handelsblad als algemeen verslaggever. Hij richtte zich vervolgens op de IRT-affaire en schreef daar in 1994 samen met Tom-Jan Meeus een boek over: Het IRT-moeras. Grote ego's en hun vuile oorlog over de IRT-kwestie. In datzelfde jaar kwam er nog een boek van Haenen uit, De danser; nu met als co-auteur Hans Buddingh'. Tussen 2003 en 2008 was hij correspondent in Latijns-Amerika bij NRC Handelsblad en was hij gevestigd in Argentinië.
Haenen kwam publiekelijk op voor het verschoningsrecht van collega-journalist Koen Voskuil, toen die in 2000 zijn bronnen niet wilde prijsgeven aan het OM.
Marcel Haenen is kenner van alle soorten pinguïns. 